# Nicetas Escolario
Nicetas Escolario (en griego: Νικήτας Σχολάρης, fl. 1341-1361), fue un aristócrata griego bizantino y jefe militar en el Imperio de Trebisonda.

## Biografía
Nicetas fue el líder de la facción de los Escolarios en Trebisonda. En 1341 Nicetas y su colíder, Gregorio, enviaron por Miguel Comneno, que residía en la capital bizantina de Constantinopla, para asumir las riendas del imperio de su sobrina, Ana de Trebisonda. Esto no tuvo éxito ya que Miguel fue encarcelado por el megaduque Juan el Eunuco. En cambio, el hijo de Miguel Juan III se convirtió en emperador en septiembre de 1342. El incompetente gobierno de Juan enfureció al parecer a sus principales partidarios, y se dice que Nicetas marchó con el ejército a Limnia para liberar a Miguel. Nicetas fue instrumental en la destitución de Juan III.
Después de convertirse en emperador, Miguel concedió a Nicetas con el título de megaduque y se entregó a Nicetas extensos poderes ministeriales en el imperio con la promesa de buscar su consejo en todos los actos oficiales. Esto resultó impopular entre la población de Trebisonda, que se rebelaron contra la oligarquía de los Escolarios. En 1345 Nicetas fue arrestado y encarcelado, sin embargo, Miguel posteriormente se vio obligado a liberarlo de la prisión. El 13 de diciembre de 1349 Nicetas conspiró para derrocar a Miguel y sus partidarios colocando a Juan, el hijo del emperador Basilio, en el trono. Nicetas parece desaparecer de los registros históricos después de este punto.